# Kabinett Rochussen
Das Kabinett van Rochussen war das sechste Kabinett der Niederlande. Es bestand vom 18. März 1858 bis zum 23. Februar 1860.

## Zusammensetzung
| Amt                                      | Amtsinhaber                                                   | Bemerkungen                                |
| ---------------------------------------- | ------------------------------------------------------------- | ------------------------------------------ |
| Premierminister                          | Jan Jacob Rochussen                                           |                                            |
| Auswärtiges                              | Jan Karel van Goltstein                                       |                                            |
| Justiz                                   | Cornelis Hendrik Boudewijn Boot                               |                                            |
| Inneres                                  | Jacob George Hieronymus van Tets van Goudriaan                |                                            |
| Finanzen                                 | Pieter Philip van Bosse                                       |                                            |
| Krieg                                    | Cornelis Theodorus van Meurs Eduard August Otto de Casembroot | bis 1. September 1859 ab 1. September 1859 |
| Marine                                   | Johannes Servaas Lotsy                                        |                                            |
| Kolonien                                 | Jan Jacob Rochussen                                           |                                            |
| Angelegenheiten der Katholischen Kirche  | Joannes Wilhelmus van Romunde                                 |                                            |
| Angelegenheiten der Reformierten Kirchen | Cornelis Hendrik Boudewijn Boot Johannes Bosscha              | bis 3. April 1858 ab 3. April 1858         |